# Maximilien Pougnet
Pour les articles homonymes, voir Pougnet.
Maximilien Pougnet, né le 22 décembre 1818 à Strasbourg et mort le 5 juin 1873 est un ingénieur et entrepreneur français qui est à l'initiative de nombreux forages miniers en Lorraine, fondateur de la Compagnie Houillère de la Moselle, et de la mine de fer Maranges

## Biographie
Son père est marchand-épicier à Strasbourg et sa mère, Anne Françoise Roget (1797-1868) est fille de notaire.
Il fait ses études au Collège royal de Strasbourg, puis travaille au commerce de son père jusqu'en 1844.
En 1844, il s'installe à Landroff où il fonde une famille. Il commence par acheter des terres agricoles et obtient une certaine prospérité.
En 1848 il devient maire de Landroff et fait entrer le village dans la modernité. En 1868, il est forcé de démissionner à la suite d'une polémique sur l'emplacement du nouveau cimetière.
En 1853 il fonde une compagnie d'exploitation du sel à Varangéville en compagnie, notamment, d'Eugène Rolland, son beau-frère, et Gustave Rolland. Sa mine de sel est toujours en activité aujourd'hui.
Le 17 novembre 1853, il fonde la Compagnie houillère de la Moselle, avec plusieurs personnalités, dont Louis-Georges Mulot, qui creusa le puits artésien de Grenelle à Paris et fonda la Compagnie des mines de Dourges dans le Nord.
En 1863 il devient propriétaire des carrières de pierre de Jaumont et fait construire une voie ferrée de 6700 m jusqu'à la gare de Maizières-lès-Metz.
En décembre 1867 il construit des fours à chaux à Peltre qui fonctionneront quelques années.
En 1860, il se lance dans l'exploitation du fer et crée la mine Maranges.

## Politique
Le 20 août 1848, il est élu au Conseil général et en devient le secrétaire. Il milite pour une meilleure instruction du peuple.
Il est réélu au Conseil général en 1852.
En 1868 il se présente pour être député, mais est battu très largement.
En 1871, il se présente sur deux listes différentes à la députation. Mais est à nouveau battu.

## Famille
Il épouse le 8 juillet 1844  Marie Paulin (1815-1874). 
De leur union naîtront deux enfants : 
- Thomas Maximilien, le 28 mai 1845, qui deviendra maire de Landroff à sa mort et mourra de maladie en 1880.
- Joseph Eugène, le 7 avril 1847, qui deviendra député protestataire de Moselle au Reichstag en 1874. Il mourra en 1892, ruiné.

Aucun de ses fils n'a eu de descendance.